# Gasthaus zum Adler (Saarbrücken)

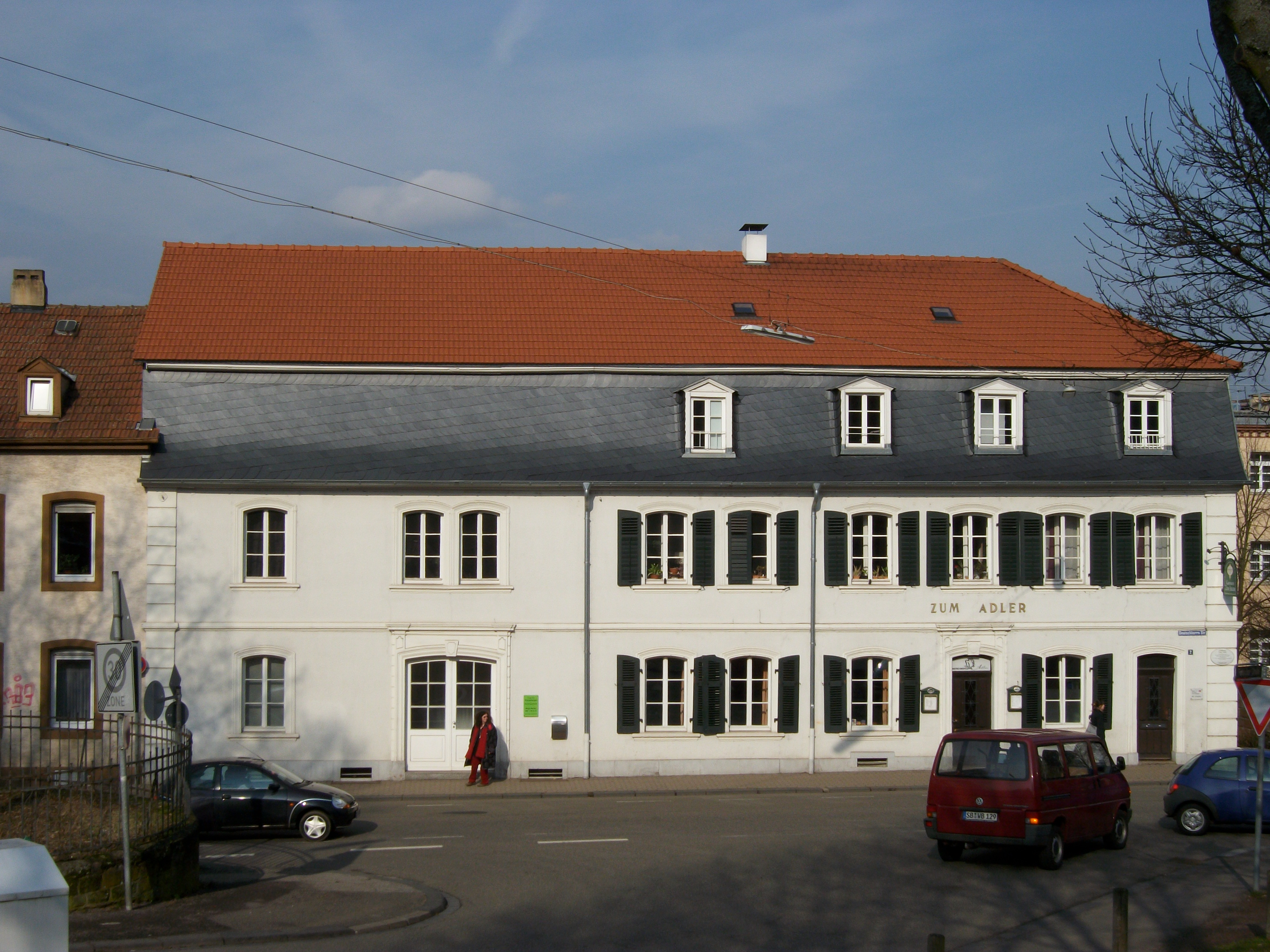
Das Gasthaus zum Adler

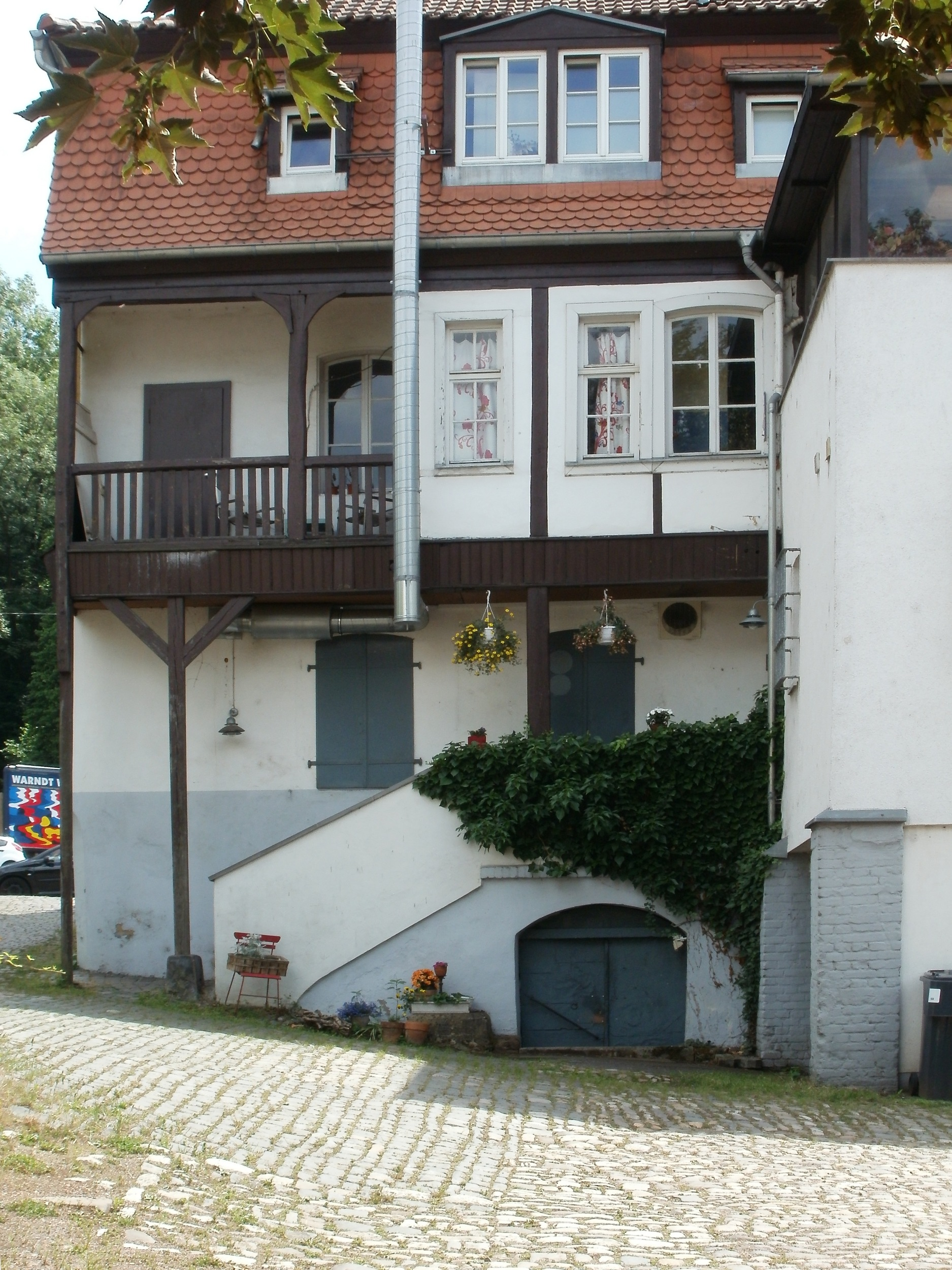
Die Gebäuderückseite

Das Gasthaus zum Adler ist ein historisches Gebäude in der Deutschherrnstraße 2 in Alt-Saarbrücken. Es steht als Einzeldenkmal unter Denkmalschutz.

## Geschichte
Das Haus entstand um 1750 im Zuge eines Stadterneuerungsprogramms unter Fürst Wilhelm Heinrich nach Plänen des Generalbaudirektors Friedrich Joachim Stengel (1694–1787). Wahrscheinlich wurde das Haus auf dem Gewölbekeller eines Vorgängergebäudes errichtet. Aus der „Stengel-Zeit“ stammen die vier Achsen der rechten Haushälfte, in deren östlichste Achse um 1894 eine zweite Tür gebrochen wurde. 1876/77 erfolgte eine Umgestaltung des Wirtschaftstraktes an der westlichen Hausseite. In den Jahren 1881/82 wurde dieser aufgestockt, zu Wohnzwecken umgebaut und an den schon bestehenden Gebäudeteil angeglichen.
Von Beginn an wurde das Haus als Gasthaus genutzt. Nachweisen lässt sich ein Wirt erstmals in den 1760er Jahren, als der Glockengießer Johann Christoph Klein hier ein Jahr lang Dauergast war. Klein sollte die Glocken für die neuerbaute Ludwigskirche im nahegelegenen Glöcknerhaus gießen. Ab 1780 gehörte das Anwesen Ludwig Loew, der um 1782 verstarb und das Haus zu gleichen Teilen an seine drei Kinder überging. 1793 war dann Mathias Loew, wohl ein Nachkomme Ludwig Loews, Wirt im Adler.
In der ersten Hälfte des 19. Jahrhunderts ging das Gebäude in den Besitz des Zimmermeisters Johann Christian Knipper (1786–1861) über, einem Bruder des Saarbrücker Baumeisters Johann Adam Knipper (1784–1870). Knipper gilt als der Gründer der Brauerei „Zum Adler“ und hatte mindestens von 1835 bis 1855 eine Schanklizenz. Nach Knippers Tod erwarb der Bierbrauer Rudolf Heyer um 1875 den „Adler“ und betrieb hier eine Bierbrauerei, ab 1888 mit einer Gastwirtschaft. 1907 gründete er zusammen mit seinem Bruder, dem Kaufmann Friedrich Heyer, das Unternehmen „Gebr. Heyer Adlerbrauerei“, die das „Adler-Bräu“ produzierte. Drei Jahre später kam eine „Mineralwasserfabrik“ sowie eine „Großhandlung natürlicher Mineralwasser“ hinzu. 1924 wurde der Brauereibetrieb eingestellt und bis 1926 nur noch die Mineralwasserfabrik weitergeführt. Ab 1927 unterhielten die Gebrüder Heyer im „Adler“ schließlich nur noch eine Handelsvertretung für Bier und Mineralwasser. Ab 1939 führte Fritz Heyer die Firma alleine weiter. Nach dem Zweiten Weltkrieg wurde das Gebäude wieder Wirtshaus und wird bis heute als solches genutzt.

## Architektur
Der zweigeschossige Barockbau mit Mansarddach und Wirtschaftsflügel besitzt heute sechs Fensterachsen, von denen die vierte und sechste Achse im Erdgeschoss je eine Tür besitzen. Der dreiachsige Anbau besitzt eine größere Doppeltür. Die Fensterläden fehlen. Die Fassade ist mit breiten Ecklisenen und einem Gurtgesims gegliedert. Fenster und Türen sind durch gestufte Rahmungen betont. Die durch Anbauten stark zergliederte Gebäuderückseite besitzt im ersten Stockwerk einen Holzbalkon über den sich das Hausdach zieht.